# As Jerusalem Burns...Al'Intisar
As Jerusalem Burns...Al'Intisar è l'album di debutto del gruppo musicale Melechesh, pubblicato nel 1996 e generalmente indicato come l'unica produzione autenticamente black metal del gruppo israeliano.
Venne registrato nell'inverno del 1996 e stampato in mille copie. Raccoglie tutte le cinque canzoni del demo originale As Jerusalem Burns..., registrate nuovamente insieme a cinque brani inediti. Non sono riportati i testi delle canzoni.
L'album fu ristampato nel 2002 dalla War Is Imminent Production con l'aggiunta di due tracce.

## Tracce
1. Intro – 0:34
2. Sultan of Mischief – 3:51
3. Assyrian Spirit – 9:44
4. Planetary Rites – 4:57
5. Hymn to Gibil – 2:48
6. The Sorcerers of Melechesh – 4:45
7. Dance of the Black Genii – 2:22
8. Baphomet's Lust – 3:13
9. Devil's Night - 3:29
10. As Jerusalem Burns...Al'Intisar - 7:09
11. Desert Pentagram (bonus track ristampa 2002)
12. Malek Al´Nar (Live in Jerusalem 1996) (bonus track ristampa 2002)

## Formazione
- Ashmedi: voce e chitarra
- Moloch: chitarra
- Al'hazred: basso
- Lord Curse: batteria